# Pískorypka vrbová
Pískorypka vrbová (Andrena vaga) je blanokřídlý hmyz z čeledi pískorypkovitých.
Je dlouhý 11-14 milimetrů, přičemž samičky jsou o něco větší než samečkové. Žije v Evropě zejména podél říčních údolí, ale i na okrajích silnic a v zahradách, zejména v písčitých a bahnitých oblastech. Léta od března do května.